# クインランド
株式会社クインランド は、かつて存在したwebサイト構築を行う企業。本社を兵庫県神戸市、東京支社を東京都港区虎ノ門5丁目11番地2号オランダヒルズ森タワー14階に置いた。
日本エル・シー・エー（日本LCA）で経営コンサルタントをしていた吉村一哉が独立、父親の会社を特別清算後の1996年に創業した。
クインランドの“クイン”は数字の5(quintet)を意味し、創業者の理念 交通費、食費、教育費、娯楽費、住宅費の5つ（この五つは絶対になくならないマーケット）、または株主、顧客、社員、取引業者、社会の5つに由来した。
2005年度に事業を分社化して純粋持株会社となる。2006年6月1日に100%子会社の株式会社DMESを吸収合併して再度事業持株会社へ移行した。
2007年10月18日に民事再生手続を大阪地方裁判所へ申し立て、10月25日に自己破産を申請して同日破産手続開始が決定した。

## 略史
1996年設立して以来、自動車買取専門店（ガリバーインターナショナル）・中古車販売店（オーラッシュ・O-RUSH）の運営をはじめ、ネットを利用した自動車売買事業を経て、株式上場後の2003年からはWebサイトの構築・製作支援のコンサルティング事業に参入していった。
新規事業進出を意図し、同社はM&Aによって事業規模を急拡大させていく。傘下におさめた事業会社の販促を、得意のITで支援しグループ全体で拡大を図るという戦略によるものであった。結果2006年度の売上高は約909億円（連結）まで急成長を遂げた。
連結対象子会社化した会社の業績不振（多くは買収前から赤字だった）、マネジメントリソースの希薄化による基幹産業の採算悪化で有利子負債（約359億円）が固定化、財務状況を圧迫し2006年度6月末の決算において約84億円（連結）の損失を計上。これにより同社の戦略は破綻した。
本業のDMES事業へ集中特化を図り、連結対象子会社16社のうち14社を売却するリストラを決定した。2007年8月末に10社は非連結化、3社は事業譲渡、1社は売却交渉中まで再編中だった。事業再編にかかるコストや営業上の損失が発生し、2007年度6月末の決算で2期連続となる約101億円の最終赤字となり、約29億円の債務超過に陥る事が中間決算で判明した。
2007年3月に金融機関18行へ特定調停を申し込み、債務弁済（資産売却益と営業CFによる37カ月弁済）のリスケジュールを要望した。特定調停成立の前提となる海外企業（FrameFree Holdings社）からロイヤルティー18億円が2007年9月25日までの期日に振り込まれず、代わりとなる合理的な弁済計画も提出できなかった。
事業継続は困難と判断し、2007年10月18日に民事再生手続き開始の申し立てを申請したが、10月25日に取り下げて自己破産を申し立てた。負債額は約203億円、うち有利子負債176億円。

## 事業内容

### SIPS事業
Web制作部門。
商品として、DMAS（ウェブ投資効果診断サービス）、Qcsm（ナレッジマネジメントシステム）、Qmps（ブログを書籍にするサービス）があった。

### Qlep事業
ポータルサイト運営部門。
当社の100%出資子会社である株式会社Qlepを通じて、「地域生活お役立ち情報ポータルサイト『Qlep』」を運営。

### FF事業
パッケージソフト販売部門。
FrameFree技術（複数のデジタル静止画像間から、精密な動画を簡単に自動生成する）のパッケージソフトを販売。

## 社是
おもしろ楽しく。

## 経営理念
お客様のエージェント
お客様以上にお客様の利益を考え、一度会ったお客様とは一生涯のお付き合いを約束する。
パッケージング プロフェッショナル
常に最新の技術・ノウハウ・情報を収集比較検討し、お客様のための最善のパッケージングを行なう。
深化と速成
自らの独自性と優位性を高め続けるために、我々は常に「深化」と「速成」の努力を惜しまない。
QUIN LANDパートナーシップ
5つ(Quin)の利害関係者（株主、顧客、取引先、社員、社会）と一体化し、ユートピアランド(Land)を創出する。
真理のイノベーション
刻々変化する環境の中で、過去の真理・法則・成功体験に囚われることなく、常に新しい真理（成功モデル）を探し続ける。

## 沿革
- 1996年05月 株式会社クインランド設立。
- 1996年06月 兵庫県西宮市に「車買取店ガリバー 上甲子園店」を出店。
- 1999年08月 総合情報サイトISIZEのISIZEカーライフに加盟。
- 1999年10月 日本発のマイカーユーザーの総合エージェントサイト企画開発にあたりインターネット部門編成。
- 2000年05月 カーライフマスターブップを作成、サービス開始。
- 2000年06月 株式会社ディア・スープ（具だくさん創作スープの専門店）を100%子会社化
- 2000年07月 自社のインターネット事業をDMES（デジタル・マーケティング・エンジニアリング・サービス）と位置づけ、事業部に昇格。
- 2002年04月 大阪証券取引所ナスダック・ジャパン（スタンダード）「現ヘラクレス」に上場（証券コード：2732）。
- 2003年07月 100%出資の株式会社ニアビットを株式会社ザウス・ウエスト（現・株式会社ザウスコミュニケーションズ）に社名変更し、「住宅関連事業」に参入。
- 2003年10月 「アルファロメオ」「フィアット」の正規ディーラーを運営するアピス神戸（株）を100%出資子会社とし、新車輸入車事業に参入。
- 2004年11月 DMES事業において地域密着型ポータル「Qlep」事業スタート。継続収入型ビジネスモデルへ着手。
- 2004年12月 自動車教習ソフト開発の業界最大手（株）ノイマンを100%出資子会社とし、DMES事業を拡大。
- 2005年03月 ゲームソフト専門店最大手の株式会社明響社(JASDAQ:7633)（現・株式会社NESTAGE）を連結子会社化し、娯楽事業へ参入。
- 2005年03月 純粋持株会社へ移行。DMES事業部とTCLA事業部を分社型新設分割し、（株）DMESと（株）TCLAを設立。
- 2005年03月30日 中古車販売会社オートキューブ（株）（韓国）をジェイ・ブリッジから株を譲渡され連結対象になる。韓国市場へ進出。
- 2005年06月 近鉄モータースを連結子会社化し、輸入車販売事業を拡大。
- 2005年06月 エフティコミュニケーションズ（現・エフティグループ）と業務提携。エフティの22万社の既存顧客へクインランドのWebサービスを売り込みで協業。
- 2006年02月 連結子会社である株式会社明響社と株式会社アクトを合併、株式会社NESTAGEに社名変更を行なう。
- 2006年04月 自動車事業の事業統合。連結子会社である近鉄モータースに輸入車ディーラー各社を合併したうえでクインランド・カーズに社名変更。
- 2006年06月 100%子会社であった株式会社DMESを吸収合併。純粋持株会社から事業持株会社へ移行。
- 2006年08月 業績不振等の理由によりクインランド・カーズ事業売却を発表。
- 2006年08月 FrameFree Global Limitedに対し優先株Bによる30億円の出資。
- 2006年08月 次世代のデジタル映像技術 FrameFree技術特許を持つモノリス社と戦略的パートナー契約を締結。
- 2006年09月 赤字の責任をとって吉村社長は会長に退き、DMES事業担当兼CTOの岩田昌之が社長に就任。DMES事業への集中特化を打ち出す。
- 2006年10月 NESTAGEをインドネシアにある総合商社の関連会社パンチャチトラ・ファーイーストに譲渡することで合意。
- 2006年12月 連結子会社のリックを、ユニマットキャピタルに譲渡。
- 2007年01月 連結子会社ムーブの持ち株すべてを、個人に売却。
- 2007年01月 連結子会社わかたけを、わかたけに譲渡。
- 2007年01月 パンチャチトラ・ファーイーストとの合意が破談。
- 2007年03月 AutoCub株式会社（韓国）の株すべてを、個人に売却。
- 2007年04月 NESTAGEの株の一部（総発行済株式総数の33.19%）をジェイオーグループホールディングス株式会社へ譲渡。
- 2007年04月 クインランド・カーズ株式会社のアルーぜ名古屋およびアルファロメオ名古屋名東における輸入車ディーラ事業を、ホワイトハウスへ譲渡。
- 2007年06月 連結子会社TCLAのオーラッシュ5店舗での輸入中古車売買事業を豊田通商に売却。
- 2007年07月02日 Qlep事業を独立させ、株式会社Qlepを設立（資本金5万円！）。
- 2007年07月31日 クインランド・カーズ株式会社のフォード事業を、フォービラーズへ譲渡
- 2007年07月31日 株式会社TCLAのサンク東京および、サンク福岡に2店舗を、株式会社キュビックへ譲渡。
- 2007年08月29日 業績見通しを下方修正。
- 2007年08月31日 売却予定になかったノイマン社をソルクシーズへ譲渡する事を決議。
- 2007年09月25日 FFH社より 18億円の送金が手続き上の問題で遅延される。
- 2007年09月25日 ザウス社を譲渡。
- 2007年09月26日 大阪証券取引所は同日付で同社を監理ポストに割り当てる。
- 2007年09月27日 第12期定時株主総会において、監査意見の不表明のため、計算書類の承認手続きが必要となったため、2007年10月25日に株主総会を延期。
- 2007年09月27日 ノイマン社の売却が延期となる（担保金解除が資金不足でできず）。
- 2007年10月15日 FFH社より 18億円の支払いができないとの手紙がクインランドに届く。
- 2007年10月18日 東京地裁に申請していた特定調停事件を取り下げ、大阪地裁に民事再生法の適用を申請。同日保全管理命令を受ける。
- 2007年10月25日 同月18日に大阪地裁へ民事再生の取り下げと破産手続開始を申立。同日破産開始決定。

## マーケティングアライアンス契約
FrameFree Holdings Limitedとのマーケティングアライアンス契約を締結した。2007年度半期報告書 11ページ。
これによるとFrameFree技術関連のライセンス使用権および、海外利益の10%、国内利益の40%をロイヤルフィーとして獲得する条件に、ライセンスフィーとして総額27億円を支払った。契約期間は20年間。
契約書には、それに関する記載はないものの、社長の話では出資した直後から4半期ごとに6億ずつロイヤリティーが獲得できると説明。
2007年9月25日までに、FrameFree Holdings Limitedから18億が振り込まれるという根拠はこれだった。
さらに2006年8月29日 FrameFree Global Limitedに対し優先株Bによる30億円の出資を行った。

## 記事
- 2005年2月15日、リース業の関西リース（広島県福山市）を子会社化し、金融業に進出すると発表した[3]。関西リースは1986年設立。中小企業向けの事務機器や厨房機器のリースがメイン。同社の発行済み株式の51%を8億5000万円で取得。今後個人向け自動車ローンなどの金融商品を開発し、年間20億円の売り上げを見込む。
- 2006年7月24日、ブログの製本サービスが人気だとしてクインランドのサービスが取り上げられる[4]。
- 2006年10月25日、クインランドの挫折---急成長のネット戦略が破綻、赤字への記事が日経ソリューションビジネス・企業研究で取り上げられる[5]。
- 2006年11月17日、不動産情報ポータルサイト「HOME'S」を運営するネクストが、クインランドを含む関西有力ポータルサイト4社と提携と報じられる[6]。
- 2006年11月29日、クインランドが静止画から簡単に動画作成する技術を販売と報じられる[7]。
- 2007年04月19日、クインランドの手形が市中の金融ブローカーや街金融業者の間で出回っていると報じられる[8]。関係者の話では、「クインランド側が、期間2カ月の2億5000万円の手形を割り引いてほしい、ということで金融ブローカーなどにFAXが流れてきた」との事。
- 2007年09月18日、クインランドは企業のウェブサイトの投資効果を検証するサービスを始めたと報じられる[9]。
- 2007年09月27日、2007年6月期の連結財務諸表などについて、アクティブ監査法人から意見を表明しない事を通知され、大阪証券取引所は上場廃止基準に該当する可能性があるとして、26日付で監理ポストに割り当てた[10]。
- 2007年10月19日、値幅制限の下限（ストップ安）にあたる前日比500円安の3820円で、差し引き5万4000株程度の売り越しとなっていると報じられる[11]。
- 2007年11月9日、上場廃止

## 関連子企業
- 株式会社Qlep
- 株式会社エイト・ビー株式会社QlepよりQlep事業を引き継いだ現運用会社（資本関係は無し）

## 売却対象となった子会社一覧（2006年 6月30日の事業編成）
- DMES
- トリプルエス

### 自動車
- クインランド・カーズ（事業終了）
- TCLA
- ACLA
- オートキューブ
- グラッセオート
- ムーブ
- ユージン&カンパニー

### 住まい
- リック（3DエクステリアCAD販売）
- ザウスコミュニケーションズ（建築不動産）
- わかたけ（インテリア）

### 娯楽
- NESTAGE

### 金融
- クインランドキャピタル

### その他
- 臭気判定キット販売LLP